# Marco Santucci
Marco Santucci (Camaiore, Toscana, 1762 - Lucca, 1843) fou un compositor italià de la Toscana.
Debutà als tretze anys cantant lintermezzo de La contadina in corte d'Salieri, en la seva ciutat natal. Estudià en el Conservatori de "Santa Maria di Loreto", a Nàpols. El 1790 començà a Lucca la seva activitat com a mestre de capella. Ordenat sacerdot el 1794 continuà el treball de mestre de capella també a Sant Joan del Laterà, a Roma, i es dedicà exclusivament a la producció de música sacra cremant les òperes que havia escrit anteriorment <<indignes de la categoria sagrada d'un sacerdot>>. Com a professor fou molt estimat a Lucca i entre els seus alumnes tingué a Michele Puccini o Ettore Galli.
Canonge i mestre de capella de la catedral de Lucca. El 1806 li fou premiat un motet a 16 veus i 4 cors.
Entre les altres composicions seves i figuren misses, altres motets, salms, arranjaments de les antigues melodies del Stabat Mater i del Dies irae, a 4 veus amb orquestra, canons a 7, simfonies, sonates per a orgue, etc.
També va escriure el tractat Sulla melodia, sull' armonia e sull metro, dissertazione di M. S., canonico della Metropolitana di Lucca (Lucca, 1828).